# 28 (số)
28 (hai mươi tám) là một số tự nhiên ngay sau 27 và ngay trước 29.
- - Số 28 là số hoàn thiện thứ hai: 1+2+4+7+14=28
  - Số 28 được phân tích thành nhân tử: 22*7
  - Bình phương của 28 là 784
  - Căn bậc hai của 28 là 5,291502622 (2√7)

## Trong hóa học
- 28 là số hiệu nguyên tử của nguyên tố nickel (Ni).